# Força d'Abraham-Lorentz
En electrodinàmica clàssica, la força d'Abraham-Lorentz és la força mitjana sobre una partícula carregada en moviment accelerat causada per l'emissió de radiació electromagnètica per part de la partícula. És aplicable quan la partícula viatja a velocitats petites, l'extensió per a velocitats relativistes es coneix com a força Abraham-Lorentz-Dirac. El nom fa referència als físics Max Abraham i Hendrik Lorentz.
Es va pensar que la solució del problema de la força d'Abraham-Lorentz predeia que senyals del futur afecten el present, desafiant la intuïció de causa-efecte. Les temptatives de resoldre el problema afecta moltes àrees de la física moderna, tanmateix Arthur Yaghjian ha demostrat que la solució és força més simple.

## Definició i descripció
Matemàticament la força d'Abraham-Lorentz ve donada per:
{\displaystyle \mathbf {F} _{\mathrm {rad} }={\frac {\mu _{0}q^{2}}{6\pi c}}\mathbf {\dot {a}} ={\frac {q^{2}}{6\pi \epsilon _{0}c^{3}}}\mathbf {\dot {a}} \,{\mbox{ (en unitats del SI)}}}
{\displaystyle \mathbf {F} _{\mathrm {rad} }={2 \over 3}{\frac {q^{2}}{c^{3}}}\mathbf {\dot {a}} \,{\mbox{ (en unitats cgs)}}}
per a baixes velocitats. D'acord amb la Fórmula de Larmor, una partícula en moviment accelerat emet una radiació que transporta un moment lluny de la càrrega. Atès que el moment es conserva, la càrrega és impulsada en direcció oposada a la de la radiació emesa. La força d'Abraham-Lorentz és la força mitjana d'una partícula carregada en moviment accelerat deguda a l'emissió de radiació.

## Derivació
Comencem amb la fórmula de Larmor per a la radiació d'una càrrega puntual:
{\displaystyle P={\frac {\mu _{0}q^{2}a^{2}}{6\pi c}}}.
Si assumim que el moviment d'una partícula carregada és periòdic, llavors el treball mig fet sobre la partícula segons la força d'Abraham-Lorentz és la potència negativa de Larmor integrada sobre un període entre {\displaystyle \tau _{1}} i {\displaystyle \tau _{2}}:
{\displaystyle \int _{\tau _{1}}^{\tau _{2}}\mathbf {F} _{\mathrm {rad} }\cdot \mathbf {v} dt=\int _{\tau _{1}}^{\tau _{2}}-Pdt=-\int _{\tau _{1}}^{\tau _{2}}{\frac {\mu _{0}q^{2}a^{2}}{6\pi c}}dt=-\int _{\tau _{1}}^{\tau _{2}}{\frac {\mu _{0}q^{2}}{6\pi c}}{\frac {d\mathbf {v} }{dt}}\cdot {\frac {d\mathbf {v} }{dt}}dt}.
Noteu que l'expressió anterior pot ser integrada per parts. Si assumim que hi ha un moviment periòdic, els límits de la integral per parts desapareixen:
{\displaystyle \int _{\tau _{1}}^{\tau _{2}}\mathbf {F} _{\mathrm {rad} }\cdot \mathbf {v} dt=-{\frac {\mu _{0}q^{2}}{6\pi c}}{\frac {d\mathbf {v} }{dt}}\cdot \mathbf {v} {\bigg |}_{\tau _{1}}^{\tau _{2}}+\int _{\tau _{1}}^{\tau _{2}}{\frac {\mu _{0}q^{2}}{6\pi c}}{\frac {d^{2}\mathbf {v} }{dt^{2}}}\cdot \mathbf {v} dt=-0+\int _{\tau _{1}}^{\tau _{2}}{\frac {\mu _{0}q^{2}}{6\pi c}}\mathbf {\dot {a}} \cdot \mathbf {v} dt}.
Clarament podem identificar
{\displaystyle \mathbf {F} _{\mathrm {rad} }={\frac {\mu _{0}q^{2}}{6\pi c}}\mathbf {\dot {a}} }.